# 격동/Just break the limit!
"격동/Just break the limit!"(일본어: 激動/Just break the limit!)는 2008년 발매된 UVERworld의 10번째 싱글이다. 2008년 4월 1일 - 9월 30일까지 방영된 《D.Gray-man》의 4기 오프닝으로 사용되었으며, 상당한 히트를 기록하였다.